# Рандолф (окръг, Джорджия)
Окръг Рандолф (на английски: Randolph County) е окръг в щата Джорджия, Съединени американски щати. Площта му е 1116 km², а населението - 7791 души (2000). Административен център е град Кътбърт.